# Hawker Hoopoe
L'Hawker Hoopoe (Upupa, in italiano) fu un aereo da caccia con capacità di operare da portaerei, monomotore, monoposto e biplano sviluppato dall'azienda aeronautica britannica Hawker Aircraft nei tardi anni venti e rimasto allo stadio di prototipo.
Costruito nel 1927, le prove effettuate misero in evidenza prestazioni non soddisfacenti, pertanto lo sviluppo dell'aereo fu interrotto e gli sforzi dell'azienda inglese si concentrarono sul Nimrod.

## Storia del progetto
L'Hoopoe fu realizzato dalla Hawker per rispondere alla direttiva numero 21/26 emessa dall'Air Ministry che richiedeva lo sviluppo di un nuovo modello di aereo da caccia imbarcato in grado di operare dalle portaerei in dotazione alla flotta della Royal Navy, la marina militare britannica.
Il progetto avviato dall'azienda inglese non seguì però alla perfezione le specifiche della direttiva suddetta. L'Hoopoe risultò alla fine un biplano monoposto con abitacolo aperto e carrello d'atterraggio fisso; solo successivamente furono testati dei galleggianti da collocare sotto il carrello per consentire un uso anfibio del mezzo. Si rese necessaria anche una modifica alla velatura, abbandonando la soluzione a doppio montante per lato per adottare una configurazione a montante singolo.

## Impiego operativo
Nel breve periodo in cui fu testato, furono montati tre diversi tipi di motore, tutti radiali raffreddati ad aria, dei quali due versioni del 9 cilindri Bristol Mercury e successivamente un 14 cilindri doppia stella, un Armstrong Siddeley Jaguar sostituito poi con il Panther che forniva prestazioni superiori.
I test eseguiti a Felixstowe nel 1929, con l'aereo equipaggiato con galleggianti, rivelarono che il motore Mercury era sottopotenziato per le esigenze del velivolo, per cui per continuare le prove comparative si richiese all'azienda di sostituirlo con il più potente Jaguar. Anche se lo sviluppo del prototipo proseguì lentamente fino al 1932, già dal 1930 l'interesse espresso dalle autorità militari per il modello era svanito, di conseguenza la Hawker decise di abbandonare il progetto e demolire l'unico esemplare dell'Hoopoe.